# Olympische Sommerspiele 1996/Fußball/Qualifikation
Von den 193 anerkannten Landesverbänden bewarben sich 120 für die 16 Endrundenplätze bei dem Fußballturnier für Männer während der Olympischen Sommerspiele 1996 in Atlanta. Die US-amerikanische Fußballnationalmannschaft war als Gastgeber automatisch qualifiziert.

## Europa (UEFA)
Die U-21-Fußball-Europameisterschaft 1996 galt gleichzeitig als Qualifikationsturnier der europäischen Zone (UEFA) für das olympische Fußballturnier in Atlanta. Insgesamt 46 Mannschaften spielten um fünf verfügbare Plätze. In der Vorrunde spielten diese Mannschaften in acht Gruppen und jeweils der Erstplatzierte zog in das Viertelfinale ein. In der Vorrunde und im Viertelfinale wurde jeweils ein Hinspiel und ein Rückspiel ausgetragen. Insgesamt wurden im europäischen Qualifikationsturnier also 212 Spiele ausgetragen.
Frankreich, Italien und Spanien qualifizierten sich als Halbfinalisten für das olympische Turnier. Schottland, das ebenfalls im Halbfinale stand, konnte sich für diesen Wettbewerb nicht qualifizieren, weil es kein vom Internationalen Olympischen Komitee anerkanntes Nationales Olympisches Komitee besaß. Ungarn und Portugal qualifizierten sich als beste Viertelfinalverlierer für das Turnier.

### Vorrunde

#### Gruppe 1
| Pl. | Land          | Sp. | S | U | N | Tore    | Diff. | Punkte |
| --- | ------------- | --- | - | - | - | ------- | ----- | ------ |
| 1.  | Frankreich    | 10  | 6 | 3 | 1 | 025:300 | +22   | 21     |
| 2.  | Polen         | 10  | 5 | 2 | 3 | 018:180 | ±0    | 17     |
| 3.  | Rumänien      | 10  | 4 | 4 | 2 | 017:100 | +7    | 16     |
| 4.  | Slowakei      | 10  | 4 | 2 | 4 | 011:100 | +1    | 14     |
| 5.  | Israel        | 10  | 3 | 3 | 4 | 012:110 | +1    | 12     |
| 6.  | Aserbaidschan | 10  | 1 | 0 | 9 | 005:360 | −31   | 03     |

| 4. September 1994 | Israel        | – | Polen         | 2:2 |
| 6. September 1994 | Rumänien      | – | Aserbaidschan | 5:2 |
| 6. September 1994 | Slowakei      | – | Frankreich    | 0:3 |
| 7. Oktober 1994   | Frankreich    | – | Rumänien      | 0:0 |
| 11. Oktober 1994  | Polen         | – | Aserbaidschan | 5:0 |
| 11. Oktober 1994  | Israel        | – | Slowakei      | 2:0 |
| 11. November 1994 | Rumänien      | – | Slowakei      | 0:0 |
| 15. November 1994 | Polen         | – | Frankreich    | 0:4 |
| 15. November 1994 | Aserbaidschan | – | Israel        | 1:2 |
| 13. Dezember 1994 | Aserbaidschan | – | Frankreich    | 0:5 |
| 13. Dezember 1994 | Israel        | – | Rumänien      | 0:1 |
| 28. März 1995     | Rumänien      | – | Polen         | 1:2 |
| 28. März 1995     | Israel        | – | Frankreich    | 1:1 |
| 28. März 1995     | Slowakei      | – | Aserbaidschan | 3:0 |
| 25. April 1995    | Polen         | – | Israel        | 1:0 |

#### Gruppe 2
| Pl. | Land           | Sp. | S | U | N | Tore    | Diff. | Punkte |
| --- | -------------- | --- | - | - | - | ------- | ----- | ------ |
| 1.  | Spanien        | 10  | 7 | 2 | 1 | 027:100 | +17   | 23     |
| 2.  | Dänemark       | 10  | 6 | 1 | 3 | 031:150 | +16   | 19     |
| 3.  | Belgien        | 10  | 5 | 4 | 1 | 026:100 | +16   | 19     |
| 4.  | Nordmazedonien | 10  | 4 | 0 | 6 | 016:270 | −11   | 12     |
| 5.  | Zypern         | 10  | 3 | 1 | 6 | 010:250 | −15   | 10     |
| 6.  | Armenien       | 10  | 1 | 0 | 9 | 008:310 | −23   | 03     |

| 6. September 1994 | Belgien        | – | Armenien       | 7:0 |
| 7. September 1994 | Nordmazedonien | – | Dänemark       | 5:3 |
| 7. September 1994 | Zypern         | – | Spanien        | 0:6 |
| 8. Oktober 1994   | Armenien       | – | Zypern         | 1:2 |
| 11. Oktober 1994  | Nordmazedonien | – | Spanien        | 0:1 |
| 11. Oktober 1994  | Dänemark       | – | Belgien        | 0:1 |
| 15. November 1994 | Spanien        | – | Dänemark       | 1:0 |
| 15. November 1994 | Belgien        | – | Nordmazedonien | 7:0 |
| 16. November 1994 | Zypern         | – | Armenien       | 2:1 |
| 16. Dezember 1994 | Belgien        | – | Spanien        | 3:3 |
| 17. Dezember 1994 | Nordmazedonien | – | Zypern         | 1:0 |
| 28. März 1995     | Spanien        | – | Belgien        | 1:1 |
| 29. März 1995     | Zypern         | – | Dänemark       | 1:5 |
| 26. April 1995    | Armenien       | – | Spanien        | 0:3 |
| 26. April 1995    | Belgien        | – | Zypern         | 1:0 |

#### Gruppe 3
| Pl. | Land     | Sp. | S | U | N | Tore    | Diff. | Punkte |
| --- | -------- | --- | - | - | - | ------- | ----- | ------ |
| 1.  | Ungarn   | 8   | 6 | 1 | 1 | 014:800 | +6    | 19     |
| 2.  | Schweden | 8   | 5 | 1 | 2 | 015:400 | +11   | 16     |
| 3.  | Türkei   | 8   | 4 | 2 | 2 | 013:120 | +1    | 14     |
| 4.  | Schweiz  | 8   | 2 | 1 | 5 | 009:160 | −7    | 07     |
| 5.  | Island   | 8   | 0 | 1 | 7 | 007:180 | −11   | 01     |

| 6. September 1994 | Island   | – | Schweden | 0:1 |
| 6. September 1994 | Ungarn   | – | Türkei   | 2:1 |
| 11. Oktober 1994  | Türkei   | – | Island   | 3:0 |
| 11. Oktober 1994  | Schweiz  | – | Schweden | 0:5 |
| 15. November 1994 | Schweden | – | Ungarn   | 0:1 |
| 15. November 1994 | Schweiz  | – | Island   | 2:1 |
| 13. Dezember 1994 | Türkei   | – | Schweiz  | 1:1 |
| 28. März 1995     | Türkei   | – | Schweden | 0:0 |
| 28. März 1995     | Ungarn   | – | Schweiz  | 1:0 |
| 25. April 1995    | Ungarn   | – | Schweden | 2:1 |

#### Gruppe 4
| Pl. | Land      | Sp. | S | U | N  | Tore    | Diff. | Punkte |
| --- | --------- | --- | - | - | -- | ------- | ----- | ------ |
| 1.  | Italien   | 10  | 6 | 3 | 1  | 022:800 | +14   | 21     |
| 2.  | Ukraine   | 10  | 6 | 2 | 2  | 024:120 | +12   | 20     |
| 3.  | Slowenien | 10  | 6 | 1 | 3  | 019:120 | +7    | 19     |
| 4.  | Kroatien  | 10  | 5 | 2 | 3  | 013:120 | +1    | 17     |
| 5.  | Litauen   | 10  | 2 | 2 | 6  | 014:160 | −2    | 08     |
| 6.  | Estland   | 10  | 0 | 0 | 10 | 005:370 | −32   | 0      |

| 3. September 1994 | Estland   | – | Kroatien  | 1:2 |
| 6. September 1994 | Ukraine   | – | Litauen   | 3:2 |
| 8. September 1994 | Slowenien | – | Italien   | 1:1 |
| 6. Oktober 1994   | Estland   | – | Italien   | 1:4 |
| 8. Oktober 1994   | Kroatien  | – | Litauen   | 2:0 |
| 11. Oktober 1994  | Ukraine   | – | Slowenien | 1:0 |
| 12. November 1994 | Ukraine   | – | Estland   | 3:0 |
| 15. November 1994 | Slowenien | – | Litauen   | 3:0 |
| 16. November 1994 | Italien   | – | Kroatien  | 2:1 |
| 23. März 1995     | Italien   | – | Estland   | 7:0 |
| 24. März 1995     | Kroatien  | – | Ukraine   | 1:0 |
| 28. März 1995     | Litauen   | – | Kroatien  | 0:1 |
| 28. März 1995     | Slowenien | – | Estland   | 5:0 |
| 29. März 1995     | Ukraine   | – | Italien   | 2:1 |
| 25. April 1995    | Kroatien  | – | Slowenien | 0:2 |

#### Gruppe 5
| Pl. | Land        | Sp. | S | U | N | Tore    | Diff. | Punkte |
| --- | ----------- | --- | - | - | - | ------- | ----- | ------ |
| 1.  | Tschechien  | 10  | 7 | 2 | 1 | 033:900 | +24   | 23     |
| 2.  | Norwegen    | 10  | 7 | 3 | 0 | 032:130 | +19   | 24     |
| 3.  | Niederlande | 10  | 6 | 2 | 2 | 023:900 | +14   | 20     |
| 4.  | Belarus     | 10  | 5 | 1 | 4 | 020:160 | +4    | 16     |
| 5.  | Malta       | 10  | 1 | 2 | 7 | 004:250 | −21   | 05     |
| 6.  | Luxemburg   | 10  | 0 | 1 | 9 | 000:400 | −40   | 01     |

Spielergebnisse
| 5. September 1994 | Tschechien  | – | Malta       | 1:0 |
| 6. September 1994 | Luxemburg   | – | Niederlande | 0:4 |
| 8. September 1994 | Norwegen    | – | Belarus     | 4:0 |
| 11. Oktober 1994  | Malta       | – | Tschechien  | 0:7 |
| 11. Oktober 1994  | Belarus     | – | Luxemburg   | 3:0 |
| 11. Oktober 1994  | Norwegen    | – | Niederlande | 1:0 |
| 15. November 1994 | Niederlande | – | Tschechien  | 2:2 |
| 13. Dezember 1994 | Malta       | – | Norwegen    | 2:3 |
| 13. Dezember 1994 | Niederlande | – | Luxemburg   | 3:0 |
| 21. Februar 1995  | Malta       | – | Luxemburg   | 1:0 |
| 28. März 1995     | Tschechien  | – | Belarus     | 2:0 |
| 28. März 1995     | Luxemburg   | – | Norwegen    | 0:8 |
| 28. März 1995     | Niederlande | – | Malta       | 4:0 |
| 25. April 1995    | Belarus     | – | Malta       | 4:0 |
| 25. April 1995    | Tschechien  | – | Niederlande | 2:2 |

#### Gruppe 6
| Pl. | Land       | Sp. | S | U | N | Tore    | Diff. | Punkte |
| --- | ---------- | --- | - | - | - | ------- | ----- | ------ |
| 1.  | Portugal   | 8   | 6 | 0 | 2 | 014:200 | +12   | 18     |
| 2.  | England    | 8   | 6 | 1 | 1 | 013:400 | +9    | 19     |
| 3.  | Irland     | 8   | 2 | 2 | 4 | 007:900 | −2    | 08     |
| 4.  | Österreich | 8   | 2 | 1 | 5 | 005:110 | −6    | 07     |
| 5.  | Lettland   | 8   | 0 | 2 | 6 | 001:140 | −13   | 02     |

Spielergebnisse
| 6. September 1994 | Lettland   | – | Irland     | 1:1 |
| 6. September 1994 | England    | – | Portugal   | 0:0 |
| 8. Oktober 1994   | Lettland   | – | Portugal   | 0:1 |
| 11. Oktober 1994  | Österreich | – | England    | 1:3 |
| 12. November 1994 | Portugal   | – | Österreich | 2:0 |
| 15. November 1994 | England    | – | Irland     | 1:0 |
| 27. März 1995     | Irland     | – | England    | 0:2 |
| 28. März 1995     | Österreich | – | Lettland   | 0:0 |
| 25. April 1995    | Lettland   | – | England    | 0:1 |
| 25. April 1995    | Irland     | – | Portugal   | 1:1 |

#### Gruppe 7
| Pl. | Land        | Sp. | S | U | N | Tore    | Diff. | Punkte |
| --- | ----------- | --- | - | - | - | ------- | ----- | ------ |
| 1.  | Deutschland | 8   | 6 | 1 | 1 | 022:500 | +17   | 19     |
| 2.  | Bulgarien   | 8   | 5 | 2 | 1 | 011:100 | +1    | 17     |
| 3.  | Wales       | 8   | 3 | 1 | 4 | 011:130 | −2    | 10     |
| 4.  | Moldau      | 8   | 2 | 2 | 4 | 005:110 | −6    | 08     |
| 5.  | Georgien    | 8   | 1 | 0 | 7 | 007:170 | −10   | 03     |

Spielergebnisse
| 6. September 1994 | Georgien  | – | Moldau      | 3:0 |
| 11. Oktober 1994  | Moldau    | – | Wales       | 1:0 |
| 11. Oktober 1994  | Bulgarien | – | Georgien    | 1:0 |
| 15. November 1994 | Georgien  | – | Wales       | 1:2 |
| 15. November 1994 | Bulgarien | – | Moldau      | 2:0 |
| 13. Dezember 1994 | Wales     | – | Bulgarien   | 1:1 |
| 14. Dezember 1994 | Moldau    | – | Deutschland | 1:1 |
| 28. März 1995     | Georgien  | – | Deutschland | 0:2 |
| 28. März 1995     | Bulgarien | – | Wales       | 3:1 |
| 25. April 1995    | Moldau    | – | Bulgarien   | 0:0 |

#### Gruppe 8
| Pl. | Land         | Sp. | S | U | N | Tore    | Diff. | Punkte |
| --- | ------------ | --- | - | - | - | ------- | ----- | ------ |
| 1.  | Schottland   | 8   | 7 | 0 | 1 | 016:400 | +12   | 21     |
| 2.  | Finnland     | 8   | 5 | 1 | 2 | 017:120 | +5    | 16     |
| 3.  | Russland     | 8   | 4 | 1 | 3 | 017:600 | +11   | 13     |
| 4.  | Griechenland | 8   | 3 | 0 | 5 | 012:120 | ±0    | 09     |
| 5.  | San Marino   | 8   | 0 | 0 | 8 | 001:290 | −28   | 0      |

Spielergebnisse
| 6. September 1994 | Finnland     | – | Schottland | 1:0 |
| 11. Oktober 1994  | Griechenland | – | Finnland   | 3:4 |
| 11. Oktober 1994  | Russland     | – | San Marino | 3:0 |
| 15. November 1994 | Griechenland | – | San Marino | 4:0 |
| 15. November 1994 | Schottland   | – | Russland   | 2:1 |
| 13. Dezember 1994 | Finnland     | – | San Marino | 4:0 |
| 17. Dezember 1994 | Griechenland | – | Schottland | 1:2 |
| 28. März 1995     | Russland     | – | Schottland | 1:2 |
| 28. März 1995     | San Marino   | – | Finnland   | 0:6 |
| 25. April 1995    | Griechenland | – | Russland   | 0:1 |

### Finalrunde

#### Viertelfinale
|             | Gesamt |            | Hinspiel | Rückspiel |
| ----------- | ------ | ---------- | -------- | --------- |
| Ungarn      | 3:5    | Schottland | 2:1      | 1:3       |
| Deutschland | 1:4    | Frankreich | 0:0      | 1:4       |
| Portugal    | 1:2    | Italien    | 1:0      | 0:2       |
| Spanien     | 4:2    | Tschechien | 2:1      | 2:1       |

#### Halbfinale
|            | Ergebnis |            |
| ---------- | -------- | ---------- |
| Schottland | 1:2      | Spanien    |
| Italien    | 1:0      | Frankreich |

#### Spiel um Platz 3
|            | Ergebnis |            |
| ---------- | -------- | ---------- |
| Frankreich | 1:0      | Schottland |

#### Finale
|         | Ergebnis              |         |
| ------- | --------------------- | ------- |
| Spanien | 1:1 n. V. (4:2 i. E.) | Italien |

## Asien (AFC)
In Asien spielten 25 Mannschaften in drei Gruppenphasen um die drei zu vergebenden Startplätze für die Olympischen Spiele. Die Qualifikation begann am 24. Juni 1995 und endete am 27. März 1996.
In der ersten Runde gab es sieben Gruppen mit 3 Mannschaften und eine Gruppe mit 4 Mannschaften. Die jeweiligen Gruppensieger spielen in zwei Gruppen a vier Mannschaften um den Einzug in die dritte Runde. Von den vier Teilnehmern der dritten Runde qualifizieren sich die ersten drei für die Endrunde.

### 1. Runde
Die erste Runde fand vom 24. Juni bis zum 20. Oktober 1995, gespielt wurde in Hin- und Rückspielen.

#### Gruppe A
| Pl. | Land                | Sp. | S | U | N | Tore    | Diff. | Punkte |
| --- | ------------------- | --- | - | - | - | ------- | ----- | ------ |
| 1.  | Volksrepublik China | 4   | 4 | 0 | 0 | 011:200 | +9    | 12     |
| 2.  | Singapur            | 4   | 1 | 1 | 2 | 003:700 | −4    | 04     |
| 3.  | Malaysia            | 4   | 0 | 1 | 3 | 001:600 | −5    | 01     |

| Singapur            | – | Malaysia | 2:0 |
| Volksrepublik China | – | Singapur | 4:0 |
| Volksrepublik China | – | Malaysia | 2:1 |

#### Gruppe B
| Pl. | Land              | Sp. | S | U | N | Tore    | Diff. | Punkte |
| --- | ----------------- | --- | - | - | - | ------- | ----- | ------ |
| 1.  | Japan             | 4   | 4 | 0 | 0 | 016:100 | +15   | 12     |
| 2.  | Thailand          | 4   | 2 | 0 | 2 | 012:600 | +6    | 06     |
| 3.  | Chinesisch Taipeh | 4   | 0 | 0 | 4 | 001:220 | −21   | 0      |

| Thailand | – | Japan             | 0:5 |
| Thailand | – | Chinesisch Taipeh | 7:0 |
| Japan    | – | Chinesisch Taipeh | 4:1 |

#### Gruppe C
| Pl. | Land       | Sp. | S | U | N | Tore    | Diff. | Punkte |
| --- | ---------- | --- | - | - | - | ------- | ----- | ------ |
| 1.  | Südkorea   | 4   | 4 | 0 | 0 | 015:100 | +14   | 12     |
| 2.  | Indonesien | 4   | 2 | 0 | 2 | 006:400 | +2    | 06     |
| 3.  | Hongkong   | 4   | 0 | 0 | 4 | 001:170 | −16   | 0      |

| Südkorea   | – | Indonesien | 2:1 |
| Indonesien | – | Hongkong   | 1:0 |
| Südkorea   | – | Hongkong   | 7:0 |

#### Gruppe D
| Pl. | Land     | Sp. | S | U | N | Tore    | Diff. | Punkte |
| --- | -------- | --- | - | - | - | ------- | ----- | ------ |
| 1.  | Oman     | 4   | 4 | 0 | 0 | 013:300 | +10   | 12     |
| 2.  | Indien   | 4   | 2 | 0 | 2 | 008:700 | +1    | 06     |
| 3.  | Pakistan | 4   | 0 | 0 | 4 | 002:130 | −11   | 0      |

| Oman   | – | Indien   | 3:2 |
| Indien | – | Pakistan | 3:1 |
| Oman   | – | Pakistan | 2:0 |

#### Gruppe E
| Pl. | Land          | Sp. | S | U | N | Tore    | Diff. | Punkte |
| --- | ------------- | --- | - | - | - | ------- | ----- | ------ |
| 1.  | Kasachstan    | 6   | 5 | 1 | 0 | 019:500 | +14   | 16     |
| 2.  | Usbekistan    | 6   | 3 | 1 | 2 | 012:800 | +4    | 10     |
| 3.  | Tadschikistan | 6   | 1 | 1 | 4 | 009:140 | −5    | 04     |
| 4.  | Kirgisistan   | 6   | 1 | 1 | 4 | 009:140 | −5    | 04     |

| Kasachstan    | – | Usbekistan    | 2:1 |
| Kasachstan    | – | Tadschikistan | 3:0 |
| Kasachstan    | – | Kirgisistan   | 2:2 |
| Usbekistan    | – | Tadschikistan | 2:0 |
| Usbekistan    | – | Kirgisistan   | 5:1 |
| Tadschikistan | – | Kirgisistan   | 3:0 |

#### Gruppe F
| Pl. | Land          | Sp. | S | U | N | Tore    | Diff. | Punkte |
| --- | ------------- | --- | - | - | - | ------- | ----- | ------ |
| 1.  | Saudi-Arabien | 4   | 3 | 1 | 0 | 004:000 | +4    | 10     |
| 2.  | Kuwait        | 4   | 1 | 2 | 1 | 003:300 | ±0    | 05     |
| 3.  | Syrien        | 4   | 0 | 1 | 3 | 002:600 | −4    | 01     |

| Saudi-Arabien | – | Kuwait | 1:0 |
| Saudi-Arabien | – | Syrien | 2:0 |
| Kuwait        | – | Syrien | 1:0 |

#### Gruppe G
| Pl. | Land                         | Sp. | S | U | N | Tore    | Diff. | Punkte |
| --- | ---------------------------- | --- | - | - | - | ------- | ----- | ------ |
| 1.  | Vereinigte Arabische Emirate | 4   | 2 | 2 | 0 | 005:300 | +2    | 08     |
| 2.  | Iran                         | 4   | 2 | 1 | 1 | 009:400 | +5    | 07     |
| 3.  | Turkmenistan                 | 4   | 0 | 1 | 3 | 004:110 | −7    | 01     |

| Vereinigte Arabische Emirate | – | Iran         | 1:1 |
| Vereinigte Arabische Emirate | – | Turkmenistan | 2:1 |
| Iran                         | – | Turkmenistan | 4:0 |

#### Gruppe H
| Pl. | Land      | Sp. | S | U | N | Tore    | Diff. | Punkte |
| --- | --------- | --- | - | - | - | ------- | ----- | ------ |
| 1.  | Irak      | 4   | 2 | 2 | 0 | 008:300 | +5    | 08     |
| 2.  | Katar     | 4   | 2 | 1 | 1 | 008:600 | +2    | 07     |
| 3.  | Jordanien | 4   | 0 | 1 | 3 | 004:110 | −7    | 01     |

| Irak  | – | Katar     | 0:0 |
| Irak  | – | Jordanien | 4:0 |
| Katar | – | Jordanien | 4:2 |

### 2. Runde
Die zweite Runde wurde vom 16. bis zum 21. März 1996 in Malaysia ausgetragen.

#### Gruppe 1
| Pl. | Land                         | Sp. | S | U | N | Tore    | Diff. | Punkte |
| --- | ---------------------------- | --- | - | - | - | ------- | ----- | ------ |
| 1.  | Japan                        | 3   | 2 | 1 | 0 | 006:200 | +4    | 07     |
| 2.  | Irak                         | 3   | 2 | 1 | 0 | 005:200 | +3    | 07     |
| 3.  | Oman                         | 3   | 2 | 0 | 1 | 004:600 | −2    | 06     |
| 4.  | Vereinigte Arabische Emirate | 3   | 0 | 0 | 3 | 002:700 | −5    | 0      |

| Irak  | – | Japan                        | 1:1 |
| Oman  | – | Vereinigte Arabische Emirate | 3:1 |
| Japan | – | Oman                         | 4:1 |

#### Gruppe 2
| Pl. | Land                | Sp. | S | U | N | Tore    | Diff. | Punkte |
| --- | ------------------- | --- | - | - | - | ------- | ----- | ------ |
| 1.  | Südkorea            | 3   | 2 | 1 | 0 | 006:200 | +4    | 07     |
| 2.  | Saudi-Arabien       | 3   | 1 | 2 | 0 | 006:200 | +4    | 05     |
| 3.  | Volksrepublik China | 3   | 1 | 1 | 1 | 005:600 | −1    | 04     |
| 4.  | Kasachstan          | 3   | 0 | 0 | 3 | 003:100 | −7    | 0      |

| Kasachstan | – | Volksrepublik China | 2:4 |
| Südkorea   | – | Saudi-Arabien       | 1:1 |
| Südkorea   | – | Kasachstan          | 2:1 |

### 3. Runde
Die Spiele der dritten Runde fanden am 24. und 27. März 1996 in Malaysia statt. Die Ergebnisse der Spiele Japan–Irak und Südkorea–Saudi-Arabien (jeweils 1:1) wurden aus der 2. Runde übernommen.
| Pl. | Land          | Sp. | S | U | N | Tore    | Diff. | Punkte |
| --- | ------------- | --- | - | - | - | ------- | ----- | ------ |
| 1.  | Südkorea      | 3   | 2 | 1 | 0 | 005:300 | +2    | 07     |
| 2.  | Japan         | 3   | 1 | 1 | 1 | 004:400 | ±0    | 04     |
| 3.  | Saudi-Arabien | 3   | 1 | 1 | 1 | 003:300 | ±0    | 04     |
| 4.  | Irak          | 3   | 0 | 1 | 2 | 002:400 | −2    | 01     |

| Japan    | – | Saudi-Arabien | 2:1 |
| Südkorea | – | Irak          | 2:1 |

Südkorea, Japan und Saudi-Arabien sind qualifiziert.

## Afrika (CAF)
Für die drei afrikanischen Startplätze bewarben sich insgesamt 27 Mannschaften. Die Teams wurden in drei Achter-Gruppen eingeteilt, die im K.-o.-System im Hin-und-Rückspiel-Modus je einen Olympiateilnehmer ermittelten.

### Vorqualifikation
Im Januar 1995 traten sechs Teams in einer Vorqualifikation an, die ebenfalls im Hin-und-Rückspiel-Modus ausgespielt wurde.
|              | Ergebnis |                          |
| ------------ | -------- | ------------------------ |
| Burundi      |          | Dschibuti zog zurück     |
| Burkina Faso |          | Guinea-Bissau zog zurück |

| Datum           |         | Ergebnis |         |
| --------------- | ------- | -------- | ------- |
| 15. Januar 1995 | Lesotho | 1:0      | Namibia |
| 28. Januar 1995 | Namibia | 3:0      | Lesotho |
| Gesamt:         | Lesotho | 1:3      | Namibia |

### Erste Runde
Im April 1995 traten 24 Mannschaften zur ersten Qualifikationsrunde an.

#### Gruppe 1
| Datum          |         | Ergebnis |         |
| -------------- | ------- | -------- | ------- |
| 15. April 1995 | Nigeria | 0:0      | Kenia   |
| 29. April 1995 | Kenia   | 0:3      | Nigeria |
| Gesamt:        | Nigeria | 3:0      | Kenia   |

| Datum          |           | Ergebnis |           |
| -------------- | --------- | -------- | --------- |
| 16. April 1995 | Ägypten   | 1:0      | Mauritius |
| 30. April 1995 | Mauritius | 0:1      | Ägypten   |
| Gesamt:        | Ägypten   | 2:0      | Mauritius |

| Datum          |          | Ergebnis |          |
| -------------- | -------- | -------- | -------- |
| 16. April 1995 | Sambia   | 2:0      | Botswana |
| 30. April 1995 | Botswana | 1:4      | Sambia   |
| Gesamt:        | Sambia   | 6:1      | Botswana |

| Datum          |          | Ergebnis |          |
| -------------- | -------- | -------- | -------- |
| 16. April 1995 | Simbabwe | 4:0      | Malawi   |
| 29. April 1995 | Malawi   | 0:0      | Simbabwe |
| Gesamt:        | Simbabwe | 4:0      | Malawi   |

#### Gruppe 2
| Datum          |          | Ergebnis |          |
| -------------- | -------- | -------- | -------- |
| 14. April 1995 | Algerien | 1:1      | Guinea   |
| 30. April 1995 | Guinea   | 2:0      | Algerien |
| Gesamt:        | Algerien | 1:3      | Guinea   |

| Datum          |      | Ergebnis |      |
| -------------- | ---- | -------- | ---- |
| 16. April 1995 | Mail | 1:2      | Togo |
| 30. April 1995 | Togo | 1:0      | Mail |
| Gesamt:        | Mail | 1:3      | Togo |

| Datum          |         | Ergebnis |         |
| -------------- | ------- | -------- | ------- |
| 16. April 1995 | Marokko | 0:0      | Senegal |
| 29. April 1995 | Senegal | 1:0      | Marokko |
| Gesamt:        | Marokko | 0:1      | Senegal |

| Datum          |              | Ergebnis |              |
| -------------- | ------------ | -------- | ------------ |
| 16. April 1995 | Tunesien     | 4:1      | Burkina Faso |
| 29. April 1995 | Burkina Faso | 1:0      | Tunesien     |
| Gesamt:        | Tunesien     | 4:2      | Burkina Faso |

#### Gruppe 3
| Datum          |           | Ergebnis |           |
| -------------- | --------- | -------- | --------- |
| 15. April 1995 | Südafrika | 1:1      | Burundi   |
| 30. April 1995 | Burundi   | 4:1      | Südafrika |
| Gesamt:        | Südafrika | 2:5      | Burundi   |

| Datum          |         | Ergebnis |         |
| -------------- | ------- | -------- | ------- |
| 16. April 1995 | Kamerun | 0:0      | Namibia |
| 29. April 1995 | Namibia | 0:1      | Kamerun |
| Gesamt:        | Kamerun | 1:0      | Namibia |

| Datum          |        | Ergebnis |        |
| -------------- | ------ | -------- | ------ |
| 16. April 1995 | Gabun  | 1:3      | Angola |
| 16. April 1995 | Angola | 2:0      | Gabun  |
| Gesamt:        | Gabun  | 1:5      | Angola |

| Datum          |                              | Ergebnis |                           |
| -------------- | ---------------------------- | -------- | ------------------------- |
| 16. April 1995 | Ghana                        | 0:0      | Republik Kongo            |
| 30. April 1995 | Republik Kongo trat nicht an |          | Ghana                     |
| Gesamt:        | Ghana                        |          | Republik Kongo zog zurück |

### Zweite Runde
Der August 1995 brachte zwischen den zwölf verbliebenen Mannschaften die Entscheidung darüber, welche sechs Teams in die letzte Runde einzogen.

#### Gruppe 1
| Datum           |         | Ergebnis |         |
| --------------- | ------- | -------- | ------- |
| 12. August 1995 | Nigeria | 3:2      | Ägypten |
| 25. August 1995 | Ägypten | 1:3      | Nigeria |
| Gesamt:         | Nigeria | 6:3      | Ägypten |

| Datum           |          | Ergebnis |          |
| --------------- | -------- | -------- | -------- |
| 13. August 1995 | Simbabwe | 1:1      | Sambia   |
| 27. August 1995 | Sambia   | 1:2      | Simbabwe |
| Gesamt:         | Simbabwe | 3:2      | Sambia   |

#### Gruppe 2
| Datum           |         | Ergebnis |         |
| --------------- | ------- | -------- | ------- |
| 12. August 1995 | Senegal | 2:3      | Guinea  |
| 26. August 1995 | Guinea  | 2:0      | Senegal |
| Gesamt:         | Senegal | 2:5      | Guinea  |

| Datum           |          | Ergebnis |          |
| --------------- | -------- | -------- | -------- |
| 17. August 1995 | Tunesien | 1:1      | Togo     |
| 27. August 1995 | Togo     | 2:1      | Tunesien |
| Gesamt:         | Tunesien | 2:3      | Togo     |

Togo wurde wegen Überschreitung des Alterslimits der Spieler disqualifiziert.

#### Gruppe 3
| Datum           |        | Ergebnis |        |
| --------------- | ------ | -------- | ------ |
| 13. August 1995 | Ghana  | 3:1      | Angola |
| 27. August 1995 | Angola | 1:0      | Ghana  |
| Gesamt:         | Ghana  | 3:2      | Angola |

| Datum           |         | Ergebnis |         |
| --------------- | ------- | -------- | ------- |
| 13. August 1995 | Burundi | 1:0      | Kamerun |
| 27. August 1995 | Kamerun | 2:0      | Burundi |
| Gesamt:         | Burundi | 1:2      | Kamerun |

### Dritte Runde
Die Finalspiele der drei Gruppen im März 1996 brachten Ghana, Nigeria und Tunesien als Olympiateilnehmer hervor.
| Datum         |          | Ergebnis |          |
| ------------- | -------- | -------- | -------- |
| 3. März 1996  | Simbabwe | 0:1      | Nigeria  |
| 16. März 1996 | Nigeria  | 1:0      | Simbabwe |
| Gesamt:       | Simbabwe | 0:2      | Nigeria  |

| Datum         |          | Ergebnis |          |
| ------------- | -------- | -------- | -------- |
| 3. März 1996  | Tunesien | 5:2      | Guinea   |
| 17. März 1996 | Guinea   | 2:0      | Tunesien |
| Gesamt:       | Tunesien | 5:4      | Guinea   |

| Datum         |         | Ergebnis |         |
| ------------- | ------- | -------- | ------- |
| 3. März 1996  | Ghana   | 3:0      | Kamerun |
| 17. März 1996 | Kamerun | 0:0      | Ghana   |
| Gesamt:       | Ghana   | 3:0      | Kamerun |

## Nord- und Mittelamerika (CONCACAF)
17 Mannschaften aus dem Kontinentalverband von Nord-, Mittelamerika und der Karibik bewarben sie um einen direkten Startplatz für die Olympischen Spiele sowie einen weiteren Platz in den interkontinentalen Play-offs gegen den Sieger der ozeanischen Qualifikationsrunde. Die teilnehmenden Teams spielten zunächst in zwei getrennten Vorrunden – eine Vorrunde für Nord- und Mittelamerika sowie eine andere Vorrunde für die Karibik – insgesamt sechs Teilnehmer an einer finalen Gruppenphase aus, für die die kanadische Fußballnationalmannschaft als Gastgeber automatisch qualifiziert war.

### Nord- und Mittelamerika-Vorrunde
In der nord- und mittelamerikanischen Vorrunde wurden von Februar bis August 1995 im Hin-und-Rückspiel-Modus drei Teilnehmer für die Finalrunde ermittelt.

#### Vorqualifikation
| Datum            |           | Ergebnis |           |
| ---------------- | --------- | -------- | --------- |
| 17. Februar 1995 | Guatemala | 4:0      | Belize    |
| 5. März 1995     | Belize    | 2:2      | Guatemala |

#### Erste Runde
| Datum        |             | Ergebnis |             |
| ------------ | ----------- | -------- | ----------- |
| 5. Mai 1995  | Guatemala   | 0:1      | El Salvador |
| 26. Mai 1995 | El Salvador | 1:1      | Guatemala   |

| Datum          |            | Ergebnis |            |
| -------------- | ---------- | -------- | ---------- |
| 29. Juli 1995  | Bermuda    | 0:2      | Costa Rica |
| 6. August 1995 | Costa Rica | 5:0      | Bermuda    |

|        | Ergebnis |                   |
| ------ | -------- | ----------------- |
| Mexiko |          | Panama zog zurück |

### Karibik-Vorrunde
Aus den beiden Vierergruppen der karibischen Vorrunde, deren Spiele im Juni und August 1995 ausgetragen wurden, qualifizierte sich der jeweilige Gruppensieger für die Finalrunde. Die Partien der Gruppe 1 fanden dabei in Jamaika, die der Gruppe 2 in Trinidad und Tobago statt.

#### Erste Runde

##### Gruppe 1
| Pl. | Land                | Sp. | S | U | N | Tore    | Diff. | Punkte |
| --- | ------------------- | --- | - | - | - | ------- | ----- | ------ |
| 1.  | Jamaika             | 3   | 3 | 0 | 0 | 019:100 | +18   | 09     |
| 2.  | St. Lucia           | 3   | 2 | 0 | 1 | 007:600 | +1    | 06     |
| 3.  | Cayman Islands      | 3   | 1 | 0 | 2 | 002:120 | −10   | 03     |
| 4.  | Antigua und Barbuda | 3   | 0 | 0 | 3 | 002:110 | −9    | 0      |

| 4. Juni 1995 | Antigua und Barbuda | – | Cayman Islands | 1:2 |
|              | Jamaika             | – | St. Lucia      | 6:0 |
| 6. Juni 1995 | Antigua und Barbuda | – | Jamaika        | 1:6 |

##### Gruppe 2
| Pl. | Land                           | Sp.        | S          | U          | N          | Tore       | Diff.      | Punkte     |
| --- | ------------------------------ | ---------- | ---------- | ---------- | ---------- | ---------- | ---------- | ---------- |
| 1.  | Trinidad und Tobago            | 2          | 2          | 0          | 0          | 007:100    | +6         | 06         |
| 2.  | St. Vincent und die Grenadinen | 2          | 1          | 0          | 1          | 003:300    | ±0         | 03         |
| 3.  | Guyana                         | 2          | 0          | 0          | 2          | 001:700    | −6         | 0          |
|     | Suriname                       | zog zurück | zog zurück | zog zurück | zog zurück | zog zurück | zog zurück | zog zurück |

| 23. August 1995 | Trinidad und Tobago | – | St. Vincent und die Grenadinen | 2:1 |
| 25. August 1995 | Trinidad und Tobago | – | Guyana                         | 5:0 |

### Finalrunde
In der im Mai 1996 in Edmonton ausgetragenen Finalrunde qualifizierte sich der Gruppensieger direkt für die Olympischen Spiele. Der Gruppenzweite erreichte die interkontinentalen Play-offs gegen den Gewinner der ozeanischen Qualifikation, Australien.
| Pl. | Land                | Sp. | S | U | N | Tore    | Diff. | Punkte |
| --- | ------------------- | --- | - | - | - | ------- | ----- | ------ |
| 1.  | Mexiko              | 5   | 5 | 0 | 0 | 012:100 | +11   | 15     |
| 2.  | Kanada              | 5   | 2 | 2 | 1 | 007:300 | +4    | 08     |
| 3.  | Costa Rica          | 5   | 2 | 1 | 2 | 009:900 | ±0    | 07     |
| 4.  | Jamaika             | 5   | 2 | 0 | 3 | 007:110 | −4    | 06     |
| 5.  | Trinidad und Tobago | 5   | 1 | 1 | 3 | 006:100 | −4    | 04     |
| 6.  | El Salvador         | 5   | 1 | 0 | 4 | 007:140 | −7    | 03     |

| 10. Mai 1996 | Kanada              | – | Jamaika             | 3:0 |
| 11. Mai 1996 | Mexiko              | – | El Salvador         | 3:0 |
|              | Costa Rica          | – | Trinidad und Tobago | 4:2 |
| 13. Mai 1996 | El Salvador         | – | Jamaika             | 3:1 |
|              | Trinidad und Tobago | – | Kanada              | 0:0 |
|              | Mexiko              | – | Costa Rica          | 4:0 |
| 15. Mai 1996 | Jamaika             | – | Costa Rica          | 2:1 |
|              | Kanada              | – | El Salvador         | 4:2 |

Mexiko ist qualifiziert.

### Interkontinentale Play–offs
In den interkontinentalen Play–offs standen sich der Zweite der CONCACAF–Qualifikation Kanada sowie der Sieger der Ozeanien–Qualifikation Australien gegenüber.
| Datum        |            | Ergebnis |            |
| ------------ | ---------- | -------- | ---------- |
| 26. Mai 1996 | Kanada     | 2:2      | Australien |
| 2. Juni 1996 | Australien | 5:0      | Kanada     |
| Gesamt:      | Kanada     | 2:7      | Australien |

Australien ist qualifiziert.

## Südamerika (CONMEBOL)
In Südamerika spielten zehn Bewerber in zwei Gruppenphasen zwei Teilnehmer an den Olympischen Spielen aus.

### 1. Runde
Zunächst wurden die Teams in zwei Fünfergruppen aufgeteilt, aus denen sich jeweils die beiden Erstplatzierten für die Finalrunde qualifizierten. Die Partien der Gruppe 1 wurden dabei vom 18. bis zum 27. Februar 1996 in Tandil, die Partien der Gruppe 2 im gleichen Zeitraum in Mar del Plata ausgetragen.

#### Gruppe A
| Pl. | Land      | Sp. | S | U | N | Tore    | Diff. | Punkte |
| --- | --------- | --- | - | - | - | ------- | ----- | ------ |
| 1.  | Brasilien | 4   | 3 | 1 | 0 | 011:300 | +8    | 10     |
| 2.  | Uruguay   | 4   | 3 | 1 | 0 | 009:400 | +5    | 10     |
| 3.  | Bolivien  | 4   | 1 | 0 | 3 | 006:900 | −3    | 03     |
| 4.  | Paraguay  | 4   | 1 | 0 | 3 | 008:120 | −4    | 03     |
| 5.  | Peru      | 4   | 1 | 0 | 3 | 007:130 | −6    | 03     |

| 18. Februar 1996 | Tandil | Brasilien | – | Peru      | 4:1 |
| 19. Februar 1996 | Tandil | Bolivien  | – | Uruguay   | 0:2 |
|                  |        | Brasilien | – | Paraguay  | 3:1 |
|                  |        | Peru      | – | Uruguay   | 2:4 |
|                  |        | Bolivien  | – | Brasilien | 1:4 |

#### Gruppe B
| Pl. | Land        | Sp. | S | U | N | Tore    | Diff. | Punkte |
| --- | ----------- | --- | - | - | - | ------- | ----- | ------ |
| 1.  | Argentinien | 4   | 4 | 0 | 0 | 015:100 | +14   | 12     |
| 2.  | Venezuela   | 4   | 2 | 1 | 1 | 006:500 | +1    | 07     |
| 3.  | Chile       | 4   | 1 | 2 | 1 | 008:500 | +3    | 05     |
| 4.  | Kolumbien   | 4   | 0 | 2 | 2 | 006:110 | −5    | 02     |
| 5.  | Ecuador     | 4   | 0 | 1 | 3 | 005:180 | −13   | 01     |

| 18. Februar 1996 | Mar del Plata | Argentinien | – | Ecuador   | 6:0 |
|                  |               | Venezuela   | – | Kolumbien | 1:0 |
| 20. Februar 1996 | Mar del Plata | Argentinien | – | Chile     | 2:1 |
|                  |               | Ecuador     | – | Kolumbien | 3:3 |
| 22. Februar 1996 | Mar del Plata | Chile       | – | Ecuador   | 4:0 |

### Finalrunde
Der Erste und Zweite der Finalrunde, die ebenfalls in Mar del Plata stattfand, qualifizierten sich für die Olympischen Spiele. Die Partien fanden vom 1. bis zum 6. März 1996 statt.
| Pl. | Land        | Sp. | S | U | N | Tore    | Diff. | Punkte |
| --- | ----------- | --- | - | - | - | ------- | ----- | ------ |
| 1.  | Brasilien   | 3   | 2 | 1 | 0 | 010:300 | +7    | 07     |
| 2.  | Argentinien | 3   | 2 | 1 | 0 | 006:200 | +4    | 07     |
| 3.  | Uruguay     | 3   | 1 | 0 | 2 | 004:600 | −2    | 03     |
| 4.  | Venezuela   | 3   | 0 | 0 | 3 | 001:100 | −9    | 0      |

| 1. März 1996 | Mar del Plata | Brasilien   | – | Venezuela | 5:0 |
|              |               | Argentinien | – | Uruguay   | 2:0 |
| 3. März 1996 | Mar del Plata | Brasilien   | – | Uruguay   | 3:1 |

Brasilien und Argentinien sind qualifiziert.

## Ozeanien (OFC)
Fünf ozeanische Mannschaften spielten in einem Liga-Turnier in Adelaide im Januar 1996 einen Starter für das interkontinentale Play-off gegen den CONCACAF-Zweiten Kanada aus.
| Pl. | Land       | Sp. | S | U | N | Tore    | Diff. | Punkte |
| --- | ---------- | --- | - | - | - | ------- | ----- | ------ |
| 1.  | Australien | 8   | 6 | 0 | 2 | 048:400 | +44   | 18     |
| 2.  | Neuseeland | 8   | 6 | 0 | 2 | 028:900 | +19   | 18     |
| 3.  | Fidschi    | 8   | 3 | 1 | 4 | 012:210 | −9    | 10     |
| 4.  | Salomonen  | 8   | 2 | 2 | 4 | 006:220 | −16   | 08     |
| 5.  | Vanuatu    | 8   | 1 | 1 | 6 | 005:430 | −38   | 04     |

| 13. Januar 1996 | Fidschi    | – | Salomonen  | 4:0              |
|                 | Australien | – | Vanuatu    | 9:1              |
| 15. Januar 1996 | Salomonen  | – | Vanuatu    | 2:1              |
|                 | Neuseeland | – | Fidschi    | 1:2              |
| 17. Januar 1996 | Salomonen  | – | Australien | 2:0 1 (gewertet) |
|                 | Vanuatu    | – | Neuseeland | 0:10             |
| 19. Januar 1996 | Neuseeland | – | Salomonen  | 2:0              |
|                 | Australien | – | Fidschi    | 10:0             |
| 21. Januar 1996 | Fidschi    | – | Vanuatu    | 4:0              |
|                 | Neuseeland | – | Australien | 0:5              |

### Interkontinentale Play–offs
In den interkontinentalen Play–offs standen sich der Zweite der CONCACAF–Qualifikation Kanada sowie der Sieger der Ozeanien–Qualifikation Australien gegenüber.
| Datum        |            | Ergebnis |            |
| ------------ | ---------- | -------- | ---------- |
| 26. Mai 1996 | Kanada     | 2:2      | Australien |
| 2. Juni 1996 | Australien | 5:0      | Kanada     |
| Gesamt:      | Kanada     | 2:7      | Australien |

Australien ist qualifiziert.